# Original Donauschwaben
Die Original Donauschwaben sind eine 1964 gegründete Blaskapelle aus München, die die Tradition der Blasmusik der Donauschwaben aus dem früheren Banat fortführt. Die Stilrichtung dieses Orchesters ist an die böhmische Blasmusik angelehnt.

## Geschichte
Gründer des Orchesters war 1964 der Musikwissenschaftler Robert Rohr. Von 1964 bis 1978 als Kapellmeister leitete Kornel Mayer (* 30. September 1917 in Kubin; † 28. Februar 1980 Wattenheim) das Orchester, von 1978 bis 1983 Josef Schmalz, ab 5. November 1983 Jakob Konschitzky. Technischer Leiter war Heinrich Klein. 1964/65 erfolgte eine kurzfristige Kooperation mit Nikolaus und Josef Augustin.
Unter Kornel Mayer erreichte das Orchester seinen Zenit. Im Zeitraum 1966–1979 gab es zahlreiche Auftritte, 1970–1971 auch in den USA, Kanada sowie Saudi-Arabien, und jedes Jahr erfolgte die Produktion einer Langspielplatte. Die Produktionen von 1968 bis 1973 gelten als die musikalisch wertvollsten des Orchesters. Schon 1978 musste Mayer wegen schwerer Krankheit die Direktion des Orchesters an Josef Schmalz, Komponist und Arrangeur, abgeben.
1983 verließen Schmalz, das Donau-Duo Theresia und Matthias Klein, Heinrich Klein und die meisten führenden Musiker das Orchester. Danach fanden praktisch keine Auftritte mehr statt.
Die Standardbesetzung des Orchesters ist wie folgt: 1 Es-Klarinette (1970–1971 auch 2. Es-Klarinette), 2 B-Klarinetten, 4 Flügelhörner (4. auch Trompete), 4 Tenorhörner, 3 Posaunen, 1 F-Tuba, 1 Kontrabaßtuba, Schlagwerk mit kleiner Trommel, großer Trommel, Standbecken und Schlagbecken.
Circa die Hälfte der Titel war vom Donau-Duo besungen: Dies waren 1964–1966 Emilie und Friedrich Ticak, und 1968–1983 Theresia und Matthias Klein, ferner 1969 drei Titel mit dem Gesang von Franz Kromer, 1970 eine Produktion mit dem damals 12-jährigen Sänger Armin Schäffer. Fast alle Texte wurden von Robert Rohr geschrieben, teilweise unter seinem Pseudonym Nik Trebor.
Die beiden erfolgreichsten Titel sind die Walzer „Rosen der Liebe“ und „Kennst Du das Land, wo die Zitronen blühn“, beide aus 1970.
Die eingespielten Titel setzen sich rhythmisch wie folgt zusammen: circa 90 Polkas, 65 Walzer, 10 Märsche, 6 Ländler und 4 Schnellpolkas.
Die Literatur des Orchesters besteht zu über der Hälfte aus Kompositionen, die vor 1945 in der osteuropäischen Heimat von den Komponisten geschrieben wurde. Die am häufigsten interpretierten Autoren darunter waren Sylvester Herzog, Rudolf Reisner, Wilhelm Schweitzer und Adam Friesz. Spätere Kompositionen aus der Zeit des Wirkens der Original Donauschwaben wurden insbesondere von Tibor Reisner, Andreas Rastel, Hans Paul Adamek, Mathias Wilding, Martin Drottleff und Josef Schmalz geschaffen, sowie 1974–1977 mehrere Titel von Jean Felten.
Unter den im Folgenden genannten Gründungsmitgliedern blieben viele bis 1983 im Orchester.
Vorsitz: Robert Rohr – Direktion: Kornel Mayer – Künstlerische Berater (nur zur Zeit der Gründung): Richard Urschel und Nikolaus Augustin – Es-Klarinette: Martin Drottleff – B-Klarinetten: Matthias Krauss, Johann Guist, Simon Schüller – Flügelhörner: Andreas Mayer (lead), Hans Hensel, Anton Klein und Georg Weiss – Tenorhorn: Hans Stefani (lead), Lorenz Udvari, Peter Gues, Josef Striegl – Posaune: Klaus Krebs (lead), Josef Hehn, Michael Rastel – Tuba: Ludwig Mutsch – Kontrabaßtuba: Andreas Rastel – Schlagzeug: Peter Mayer sen.

## Titelauswahl
- Rosen der Liebe, Walzerlied (1970)
- Kennst Du das Land, Walzerlied (1970)
- Elisabeth-Polka (1964)
- Ida-Polka (1964)
- Frosch-Polka, Lied (1967)
- Grete-Polka (1968)
- Ein frohes Wiedersehn, Walzer (1968, 1970 auch besungen)
- Gib mir einen Kuß, Polkalied (1969)
- Der schwarze Peter, Konzertpolka (1969)
- Schatz, das sind die Jahre, Polkalied (1969)
- Traum-Ländler (1969)
- Ilse-Polka (1969)
- Immer wieder Blasmusik, Polkalied (1969)
- Zwischen Donau und Theiss, Polkalied (1970)
- Wenn es nur noch lang so bleibt, Polkalied (1970)
- Petschauer Polka (1970)
- Freude an Blasmusik, Konzertpolka (1971)
- Mach dir das Leben schön, Polkalied (1972)
- Traum-Walzer (1972)
- Aus Gutenbrunn, Polka (1973)
- Rose der Heimat, Walzer (1976)
- Klosterglockenwalzer (1977)
- Liebesgedanken, Walzer (1980)
- Am Donaustrand, Bravourpolka für 4 Tenorhörner/Baritone (1980)
- Heimat an der Donau, Walzerlied (1981)

## Produktionen (Langspielplatten mit jeweils neu produzierten Titeln)
- Die Original Donauschwaben (1964) (Polydor)
- Die Original Donauschwaben II (1966) (Polydor)
- Für Herz und Gemüt (1967) (Tempo)
- Echt donauschwäbisch (1968) (Tempo)
- Immer wieder Blasmusik (1969) (Tempo)
- Lustige Zeit, lustige Leut (1970) (Masterton)
- Ein frohes Wiedersehn (1970)  (Tempo)
- Freude an Blasmusik (1973) (Philips), bereits 1970–1971 eingespielt
- Mach dir das Leben schön (1973) (Philips)
- Es ist so wunderschön zu leben (1974) (Philips)
- Aus der Heimat (1975) (Philips)
- Donauschwabengrüße (1976) (Philips)
- Donauschwäbische Musikanten (1977) (Philips)
- Ja ja die Schwaben (1979) (Metronom)
- Goldene Erinnerungen (1980)(Metronom)
- Heimat an der Donau (1981) (Metronom)

Anfang der 80er Jahre wurden Titel für eine weitere Langspielplatte eingespielt, die jedoch nie produziert wurde. Für die Existenz dieser Aufnahmen spricht u. a., dass Robert Rohr von 17 und nicht 16 produzierten Langspielplatten schreibt. Daneben wurden mehrere Singles und EPs produziert.